# Tucupita
Tucupita ist die Hauptstadt des Bundesstaates Delta Amacuro im Osten Venezuelas.
Die Stadt wurde im Jahr 1848 gegründet. Zur Volkszählung vom 30. Oktober 2011 hatte sie eine Bevölkerung von 86.487, oder 84 Prozent der Bevölkerung des gleichnamigen Bezirks (102.877). Sie liegt am östlichen Ufer des Caño Manamo, einem Mündungsarm im Delta des Orinoko, etwa 110 Kilometer von der Küste entfernt.
Die Durchschnittstemperatur liegt bei zirka 26,8 °C. Ungefähr 76,5 % der Einwohner des Bundesstaates leben in Tucipita. Die wichtigste Einnahmequelle der Stadt ist der Tourismus.